# Saint-Marcel (Isère)
Pour les articles homonymes, voir Saint-Marcel.

Saint-Marcel est une ancienne commune française du département de l'Isère.

## Histoire
La commune est supprimée le 28 mai 1870,. Son territoire a été réparti entre les trois communes existantes de Barraux, de Chapareillan et de Sainte-Marie-du-Mont.
Aujourd'hui, les hameaux de Saint-Marcel-d'en-Haut et Saint-Marcel-d'en-Bas, anciens centres de la commune supprimée, se trouvent sur le territoire de la commune de Chapareillan.

## Pour approfondir